# Winsted (Minnesota)
Winsted è una città degli Stati Uniti d'America, situata in Minnesota, nella Contea di McLeod.